# Нюегейн
Нюегейн (нід. Nieuwegein, нід. вимова: [ˌniu.əˈɣɛin] ( прослухати)) — місто і муніципалітет у Нідерландах, у провінції Утрехт.

## Топографія
Нідерландська топографічна карта муніципалітету Нюегейн, червень 2015 року

## Визначні мешканці
- Піт Схрейверс (нар. 1946) — нідерландський футбольний тренер і футболіст, воротар
- Робін де Крюйф (нар. 1991) — нідерландська волейболістка, учасниця Олімпійських ігор 2016

## Галерея

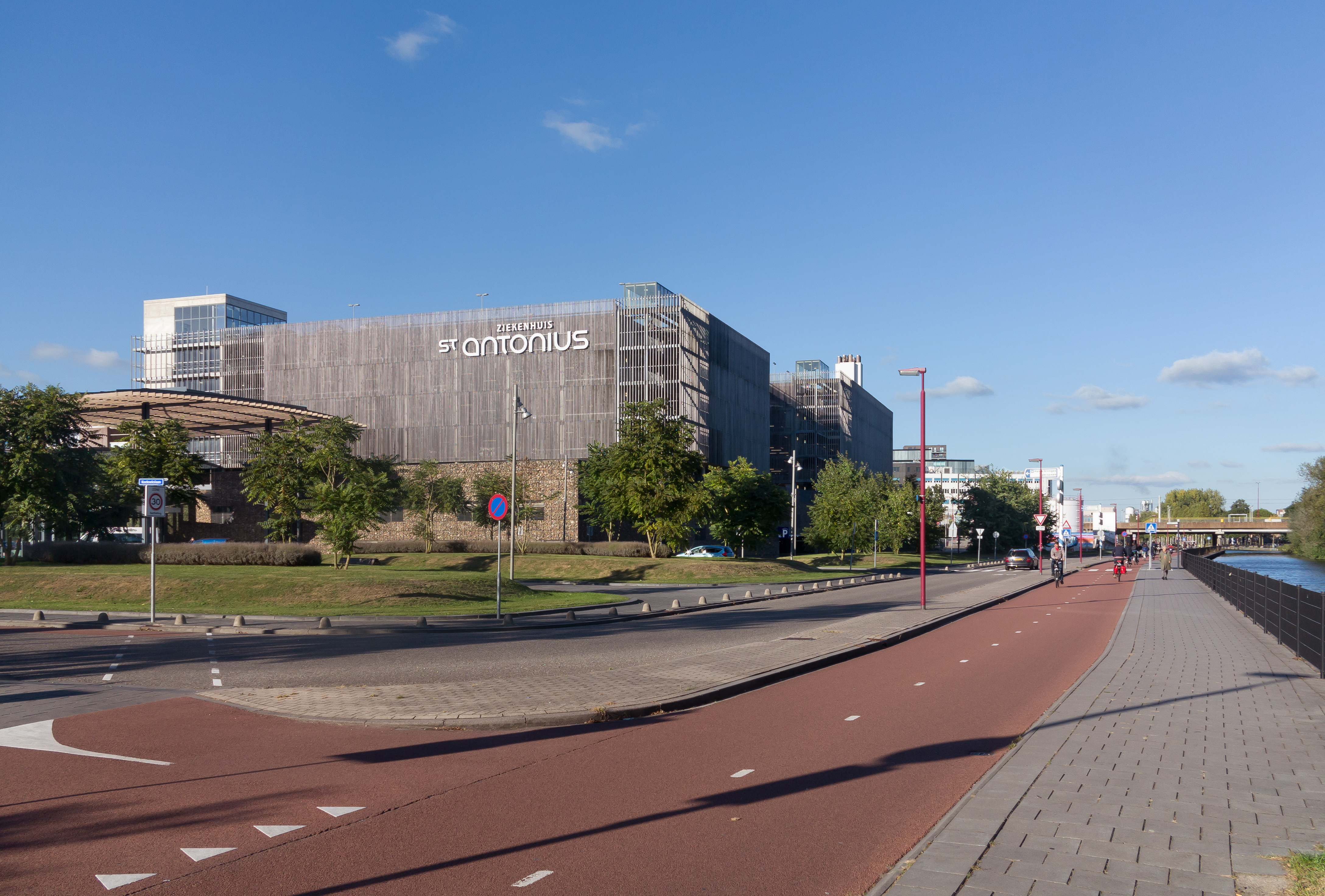
Міська лікарня
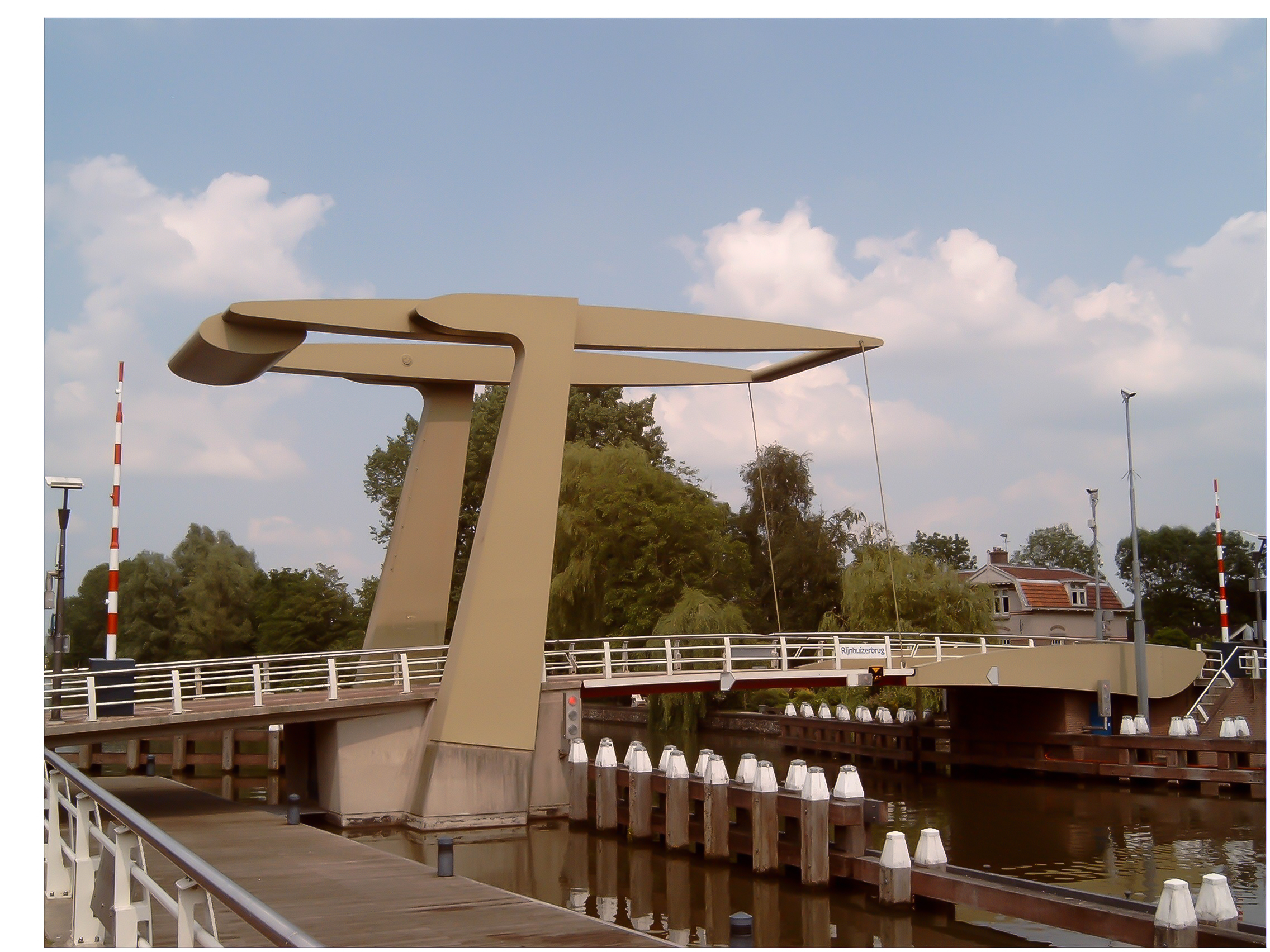
Розвідний міст у Нюегейні
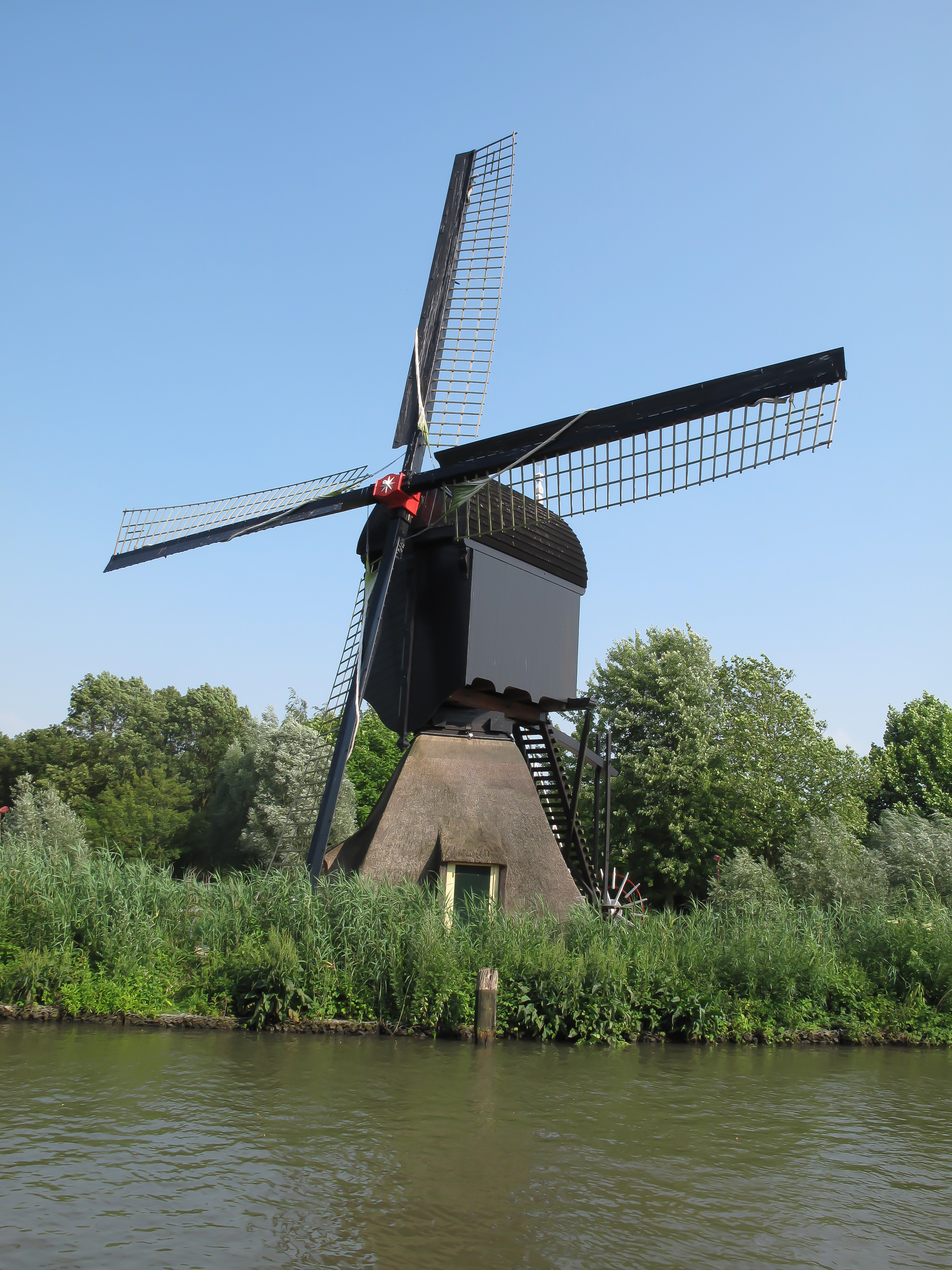
Вітряк у місті
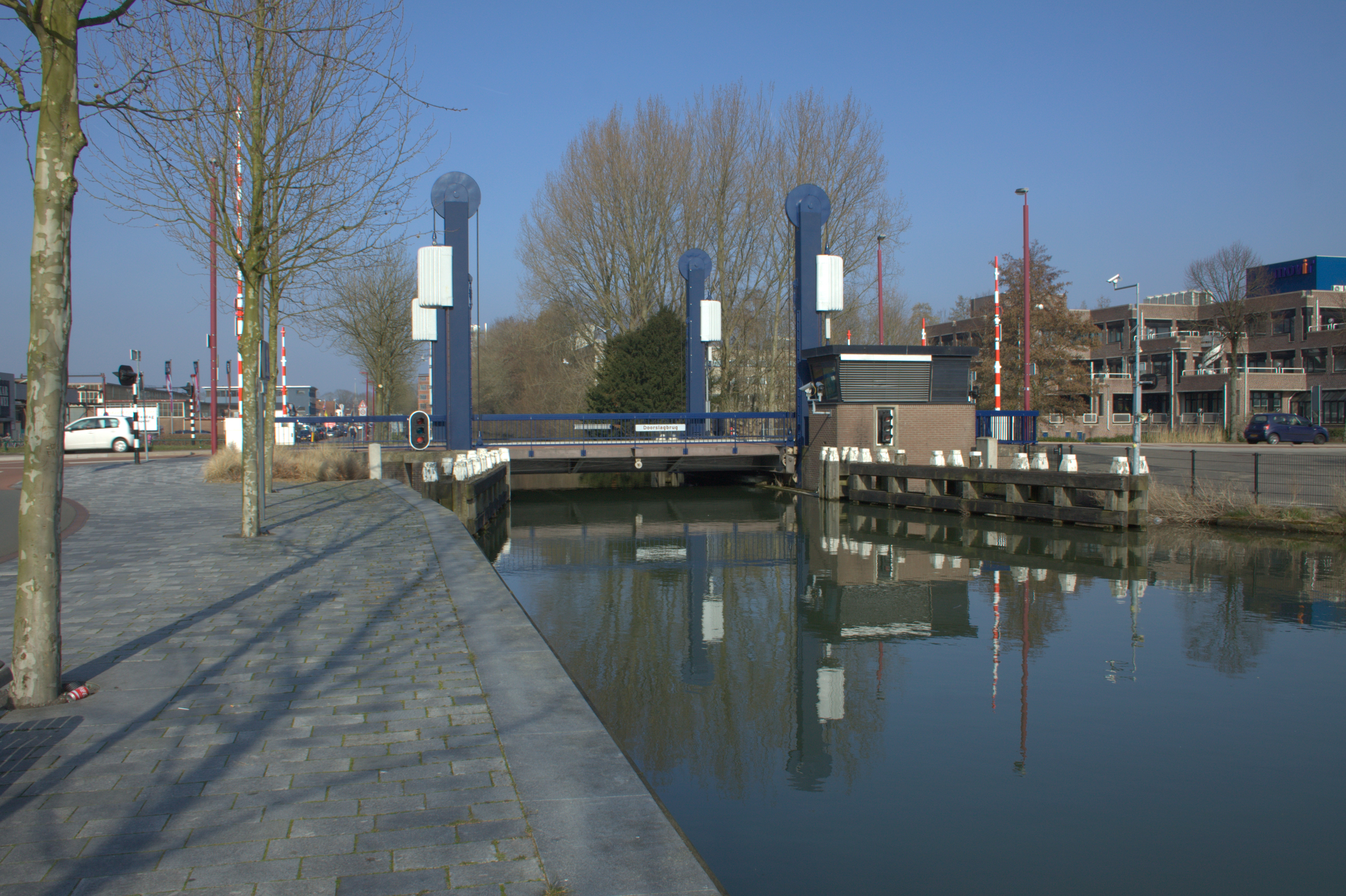
Міст у Нюегейні